# 詹寶
詹宝（1462年—1518年），字天球，號静斋，浙江承宣布政使司处州府松阳县（今浙江松阳县西屏镇）人，明朝政治人物、同进士出身。

## 生平
浙江鄉試第十四名舉人。弘治九年（1496年）中式丙辰科會試第一百五十二名，三甲第一百零三名進士。授新昌令，著有《静斋集》。

## 家族
祖父詹國方；父詹景威，贈兵部主事。前母張氏；母塵氏 （封太安人）。永感下。其兄詹雨亦为成化丙戌科进士，官至广东左参政，今松阳县城东下马街尚存詹宝兄弟进士牌坊。